# GSF Giovanni Grion
Giovanni Grion (wł. Gruppo Sportivo Fascio Giovanni Grion) – włoski klub piłkarski, mający siedzibę w mieście Pula, w północno-wschodniej części kraju, działający w latach 1918–1945.

## Historia
Chronologia nazw:
- 1918: Fascio Giovanni Grion
- 1924: Unione Sportiva Giovanni Grion – po fuzji z US Polese
- 1924: Fascio Giovanni Grion
- 1926: Fascio Giovanni Grion – po fuzji z AS Edera
- 1931: Gruppo Sportivo Fascio Giovanni Grion
- 1945: klub rozwiązano

Klub sportowy Fascio Giovanni Grion został założony w miejscowości Pola (tak wtedy po włosku brzmiała nazwa miasta) 27 listopada 1918 roku. Nazwa zespołu pochodzi od imienia Giovanni Grion, podporucznika 5. Pułku Bersaglieri, urodzonego w Poli, który zginął na płaskowyżu Asiago 16 czerwca 1916 roku i został uznany przez mieszkańców Istrii za bohatera. Początkowo zespół rozgrywał mecze towarzyskie. W sezonie 1920/21 klub zdobył mistrzostwo miasta Pola i potem grał w turnieju o tytuł mistrza regionu Venezia-Giulia. Jednak w półfinale drużyna przegrała 2:2 i 0:3 z Olympia Fiume. W następnym sezonie 1921/22 zwyciężył w Campionato Giuliano. Przed rozpoczęciem sezonu 1922/23 ze względu na kompromis Colombo dotyczący restrukturyzacji mistrzostw, klub razem z Edera Pola został zakwalifikowany do Seconda Divisione (D2). Po zajęciu 6.miejsca w grupie E i przegraniu 1:1 i 1:2 barażów z Olympia Fiume został zdegradowany do Terza Categoria Venezia-Giulia. 
24 lipca 1924 klub połączył się z US Polese w Unione Sportiva Giovanni Grion, zachowując siedzibę na via Muzio. Fuzja trwała kilka miesięcy, ponieważ przed rozpoczęciem mistrzostw kluby powrócili do starej nazwy. Po zakończeniu sezonu 1925/26, po wielokrotnych nieudanych próbach połączenia z miejscowym rywalem, AS Edera została zmuszona przez reżim faszystowski do połączenia z Grionem. W 1927 zdobył awans do Seconda Divisione, która po wprowadzeniu w 1926 roku Divisione Nazionale została zdegradowana do trzeciego poziomu. W sezonie 1927/28 zajął czwarte miejsce w grupie F Seconda Divisione Nord i otrzymał promocję do Prima Divisione. W sezonie 1929/30 po podziale najwyższej dywizji na Serie A i Serie B poziom Prima Divisione został zdegradowany do trzeciego stopnia. W 1931 klub zmienił nazwę na GSF Giovanni Grion. W 1932 awansował do Serie B. W 1935 roku klub spadł do Serie C. W sezonie 1942/43 był piątym w grupie A Serie C, ale rozpoczęcie działań wojskowych przeszkodziło organizacji rozgrywek. Działalność klubu została zawieszona 8 września 1943 roku, a 3 grudnia 1943 została wznowiona. 7 listopada 1944 został zorganizowany przez Direttorio V Zona (V.Giulia) turniej strefowy "Coppa dell'Adriatico" dla graczy poniżej 18 roku życia, w którym klub brał udział. 11 lutego 1945 roku zespół rozegrał swój ostatni mecz z niemiecką drużyną (wygranym 8:1). Po zakończeniu II wojny światowej, w 1945 roku włoskie miasto Pola zostało przemianowane na Pula i przyłączone do Jugosławii. Klub został rozwiązany.

## Barwy klubowe, strój
|  |

Klub ma barwy czarne. Zawodnicy domowe spotkania zazwyczaj grają w czarnych koszulkach z białą gwiazdą na piersi po lewej stronie, białych spodenkach oraz czarnych getrach.

## Sukcesy

### Trofea międzynarodowe
Nie uczestniczył w rozgrywkach europejskich (stan na 31-05-2020).

### Trofea krajowe
| \| \| Zdobyte trofea w rozgrywkach Włoch (stan na: 31-08-2020) \| |                                                          |      |                                       |
| Rozgrywki                                                         | Osiągnięcie                                              | Razy | Sezon(y)                              |
| · Mistrzostwo                                                     | I miejsce                                                | 0    |                                       |
| · Mistrzostwo                                                     | II miejsce                                               | 0    |                                       |
| · Mistrzostwo                                                     | III miejsce                                              | 0    |                                       |
| · Puchar                                                          | zdobywca                                                 | 0    |                                       |
| · Puchar                                                          | finalista                                                | 0    |                                       |
| · Puchar                                                          | 1/64 finału                                              | 1    | 1926/27                               |
| II liga                                                           | I miejsce                                                | 0    |                                       |
| II liga                                                           | II miejsce                                               | 0    |                                       |
| II liga                                                           | III miejsce                                              | 0    |                                       |
| II liga                                                           | 6.miejsce                                                | 3    | 1922/23 (E), 1928/29 (C), 1933/34 (B) |
| Włochy                                                            | Zdobyte trofea w rozgrywkach Włoch (stan na: 31-08-2020) |      |                                       |

- Terza Categoria/Prima Divisione (D3):
  - mistrz (1x): 1931/32 (A)
  - wicemistrz (1x): 1925/26 (B Venezia-Giulia)

## Struktura klubu

### Stadion
Klub piłkarski rozgrywa swoje mecze domowe na Campo Sportivo "Principe Umberto" w mieście Pula.

### Derby
- AC Dalmazia
- Edera Pola
- Fincantieri Monfalcone
- US Fiumana
- Gloria Fiume
- NK Izola
- Olympia Fiume
- AC Pro Gorizia
- US Triestina Calcio 1918